# Большая Рассоха (приток Четласа)
Большая Рассоха — река в России, течёт по территории Лешуконского района Архангельской области. Левый приток реки Четлас.
Длина реки составляет 25 км.
Генеральным направлением течения является север.

## Данные водного реестра
По данным государственного водного реестра России относится к Двинско-Печорскому бассейновому округу, водохозяйственный участок реки — Мезень от истока до водомерного поста у деревни Малонисогорская. Речной бассейн реки — Мезень.
Код объекта в государственном водном реестре — 03030000112103000044824.